# Velber

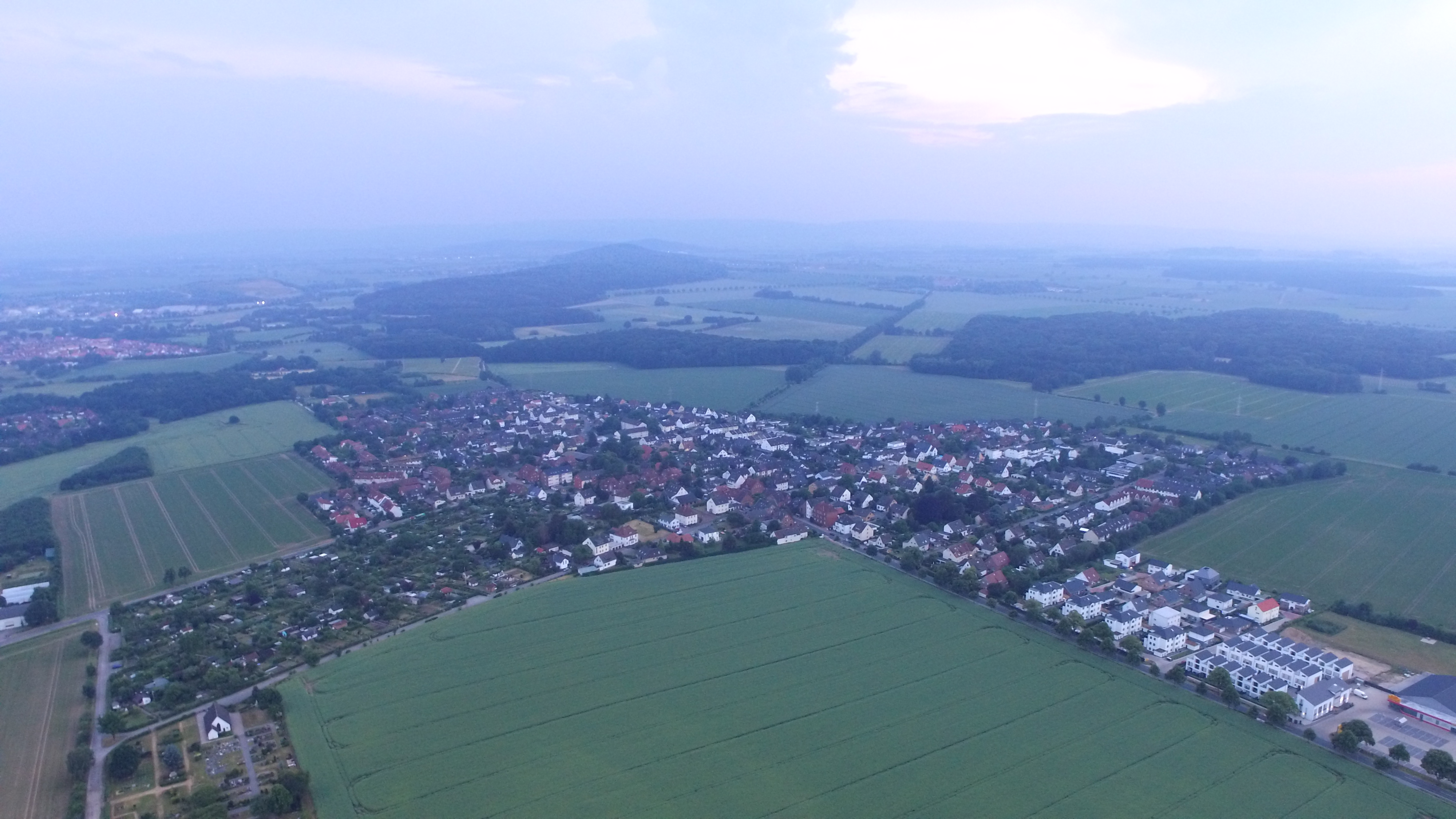
Luftbild von Velber Richtung Südwesten

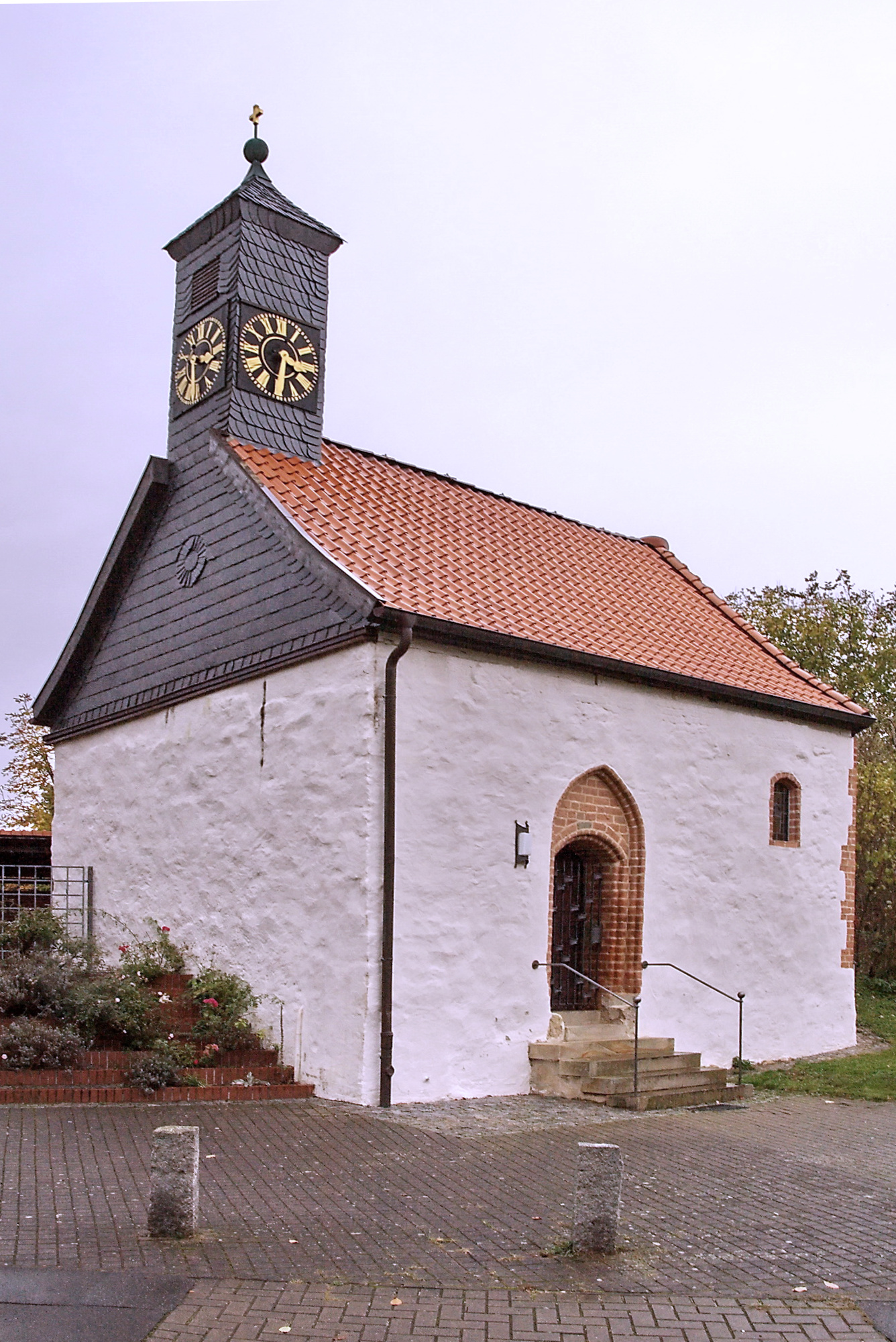
Kapelle im Ortsmittelpunkt

Velber ist ein Dorf und der südlichste Stadtteil der Stadt Seelze in Niedersachsen und befindet sich in unmittelbarer Nähe zu Hannover.
Nachbarorte sind Harenberg im Norden sowie die zu Hannover gehörenden Stadtteile Ahlem im Nordosten, Davenstedt im Osten und Badenstedt im Südosten. Im Westen grenzt Velber an den zu Gehrden gehörenden Ort Lenthe. Im näheren Umkreis befinden sich außerdem Seelze-Letter sowie die zu Ronnenberg gehörenden Orte Empelde und Benthe mit dem Benther Berg.

## Geschichte
Der Ortsname wird in seiner Bedeutung auf „bei einem sumpfigen Wald“ zurückgeführt. Er wird im Jahr 1257 erstmals direkt urkundlich genannt. In dieser Zeit waren die Edelherren von Velber für den Ort bestimmend.
Velber wurde am 1. März 1974 eine der elf Ortschaften der Großgemeinde Seelze. Am 1. März 1977 wurde Seelze zur Stadt erhoben und damit Velber zum Stadtteil.
Die 1990 errichtete Mehrzweckhalle, die 2005 durch Brandstiftung abbrannte, konnte bis Anfang März 2007 wieder aufgebaut werden.

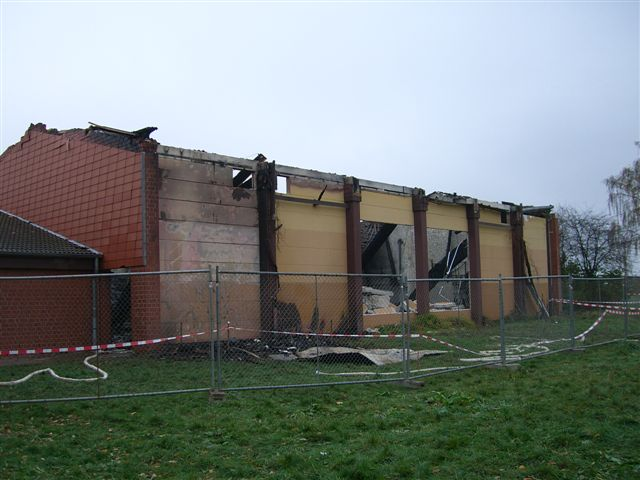
Ausgebrannte Mehrzweckhalle
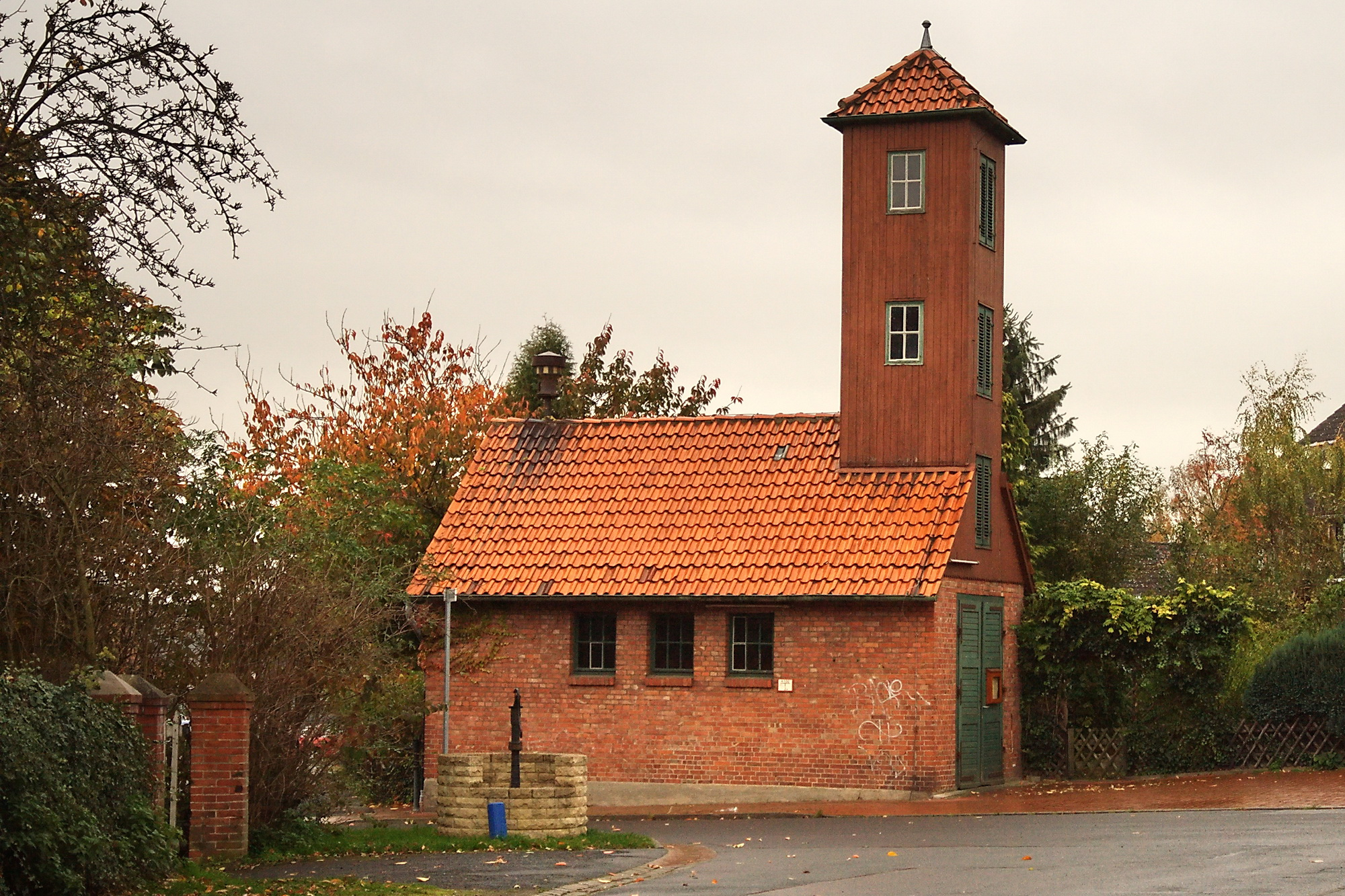
Altes Feuerwehrhaus

## Politik
Ortsbürgermeisterin ist seit November 2021 Michaela Dumke (SPD).

### Wappen
Auf dem roten Wappen auf mit silbernem Radkreuz belegtem grünen Berg steht in Silber ein Brunnen unter einem Strohdach mit darunter hängendem Eimer.

## Kultur und Sehenswürdigkeiten
Im Ortskern befinden sich die Kapelle, das heutige Gemeindehaus, der Kollrothsche Hof sowie das historische Feuerwehrhaus.
- Die Kapelle stammt aus dem 13. Jahrhundert und wurde im 19. Jahrhundert weitgehend umgestaltet. Zusammen mit dem ehemaligen Schulgebäude steht die Kapelle auf einem Grundstück gegenüber vom Kollrothschen Hof.

- Das Schulgebäude aus 1662 wurde Anfang des 20. Jahrhunderts abgerissen und durch ein fast identisches ersetzt. 1963 wurde die Schule im Zuge der niedersächsischen Schulreform geschlossen. In ihr befindet sich heute das Gemeindehaus, in dem verschiedene Veranstaltungen stattfinden.
- Unterhalb des unter Denkmalschutz stehenden Kollrothschen Hofes führt die „von-Lenthe-Allee“ hinaus bis nach Gehrden-Lenthe. Die Allee wurde zur Verbindung der damals in Velber und Lenthe noch existierenden Gutshöfe angelegt. Sie war ein Taufgeschenk an eine Tochter des Gutshofes der Kollroths und befindet sich auch heute noch in Privatbesitz. Zu erkennen ist sie dank ihrer hohen Pappeln und Eichen schon von weitem. Zwischen Velber und Lenthe ist die Allee mit einem teilweise recht groben Schotterbelag ausgestattet und für den öffentlichen Kfz-Verkehr gesperrt.
- Die Freiwillige Feuerwehr hat anstelle des Feuerwehrhauses im Ortskern im Unterdorf (südlicher Teil Velbers), hinter der wieder aufgebauten Mehrzweckhalle, ein Gebäude mit Garagen und Aufenthaltsräumen erhalten und somit eine als Fahrzeughalle eingerichtete Privatgarage im Oberdorf abgelöst.
- Der Sportverein Velbers wurde 1950 gegründet und hat viele Sportarten im Angebot, unter anderem Fußball, Badminton, Tischtennis und Turnen.

## Verkehr
Die Verkehrsanbindung erfolgt hauptsächlich über die Kreisstraße K251, von der die Kreisstraße K250 nach Velber abzweigt. Eine weitere Straßenverbindung besteht nach Hannover-Davenstedt.
Von drei Haltestellen (Hasselfeldstraße, am Wehrgraben & Bornstraße) bieten zwei Buslinien des Großraum-Verkehrs Hannover (GVH) Fahrmöglichkeiten zu anderen Seelzer Stadtteilen und benachbarten Orten sowie zum Endpunkt einer Linie der Stadtbahn Hannover in Hannover-Ahlem.
Für den Fahrradverkehr stehen neben den genannten Straßen weitere Routen auf unbefestigten Wegen zur Verfügung. So ist die „von-Lenthe-Allee“ trotz ihres zwischen Velber und Lenthe für Fahrräder nur bedingt geeigneten Fahrbahnbelages als Radroute ausgewiesen.

## Persönlichkeiten
- Adolf Wissel (1894–1973), deutscher Maler[5]